# Balaenella brachyrhynus
La balenella (Balaenella brachyrhynus) è una balena estinta, vissuta nel Pliocene inferiore (circa 5 milioni di anni fa) e i cui resti fossili sono stati ritrovati in Belgio. È una delle più piccole balene scoperte finora.

## Descrizione
Questo cetaceo era di piccole dimensioni in confronto ad altre balene viventi ed estinte, e la lunghezza totale non doveva superare i 4 metri. L'aspetto doveva ricordare quello dell'attuale balena della Groenlandia (Balaena mysticetus), salvo che per le dimensioni molto minori. Il muso, inoltre, era piuttosto corto, a causa del fatto che le ossa nasali erano raccorciate rispetto alla lunghezza totale del cranio.

## Classificazione
I fossili di Balaenella sono stati descritti per la prima volta nel 2005 e provengono da sedimenti del Pliocene inferiore della regione di Kálló (a nord-est di Anversa, in Belgio). Uno studio comparativo ha permesso di distinguere questi fossili da quelli di un'altra balena di piccole dimensioni del Pliocene, Balaenula. Quest'ultima risulta essere infatti strettamente imparentata con l'attuale balena franca (gen. Eubalaena), mentre Balaenula possiede numerose caratteristiche in comune con i membri del genere Balaena, in particolare con le specie fossili B. montalionis (anch'essa di piccole dimensioni, ritrovata in Italia) e B. ricei (più grande, proveniente dagli Usa orientali). Ciò significa che la diminuzione di dimensioni all'interno della famiglia dei balenidi avvenne almeno due volte nel corso del Pliocene, in due differenti cladi, ed era probabilmente una condizione piuttosto comune.